# Lista de rios de Portugal
Esta é uma lista de rios portugueses, incluindo os rios principais e os seus afluentes. Para uma lista apenas dos rios principais, ver Lista de bacias hidrográficas de Portugal. Para um sumário sobre os rios de Portugal, ver Geografia de Portugal § Hidrografia.

## A
- Rio Adrão
- Rio de Agrela
- Rio Agadão
- Rio Águeda (Douro)
- Rio Alcabrichel ou Ribeira de Alcabrichel
- Rio Alcaide
- Rio Alcarrache
- Rio Alcoa
- Rio Alcobaça
- Rio Alcofra
- Rio de Aldeia Gavinha, Alenquer
- Rio Alenquer, Alenquer
- Rio Alfusqueiro
- Rio Alheda ou Ribeira de Espinho
- Rio Aljezur
- Rio Almansor
- Rio Almonda
- Rio Almorode
- Rio Alpiarça, Ribeira de Ulme, Vala de Alpiarça, Rio Alpiaçoilo, Vala Real
- Rio Alto
- Rio Alva ou Ribeira da Fervença
- Rio Alviela
- Rio Alvôco ou Ribeira do Alvôco
- Rio Âncora
- Rio Anços
- Rio Angueira
- Rio Antuã, Rio Antuão
- Rio Arade
- Rio Arado
- Rio Arcão
- Rio Arcossó
- Rio Arda
- Rio Ardena ou Ribeiro do Bustelo ou Ribeiro da Noninha
- Rio Ardila
- Rio da Areia, afluente do Rio Alcoa
- Rio Arnóia, Ribeiras do Oeste
- Rio Arões ou Rio Lordelo
- Rio Arouce ou Ribeira de São João ou Ribeira da Sardeira
- Rio Arunca
- Rio Asnes
- Rio Assureira
- Rio Assureira (Porto do Rei Búbal)
- Rio Ave
- Rio Avelames
- Rio Azibo

## B
- Rio Baça
- Rio Baceiro
- Rio Balsemão
- Rio Bastelo
- Rio Bazágueda
- Rio Beça ou Rio Bessa
- Rio de Beijames, afluente do Zêzere
- Rio Beselga
- Rio Bestança ou Ribeiro de São Martinho
- Rio Boco ou Ribeira de Boco
- Rio Bom ou Ribeira Avelosa
- Rio Botão
- Rio Branco ou Rio Gresso ou Ribeira Branca, afluente do Vouga
- Rio Brazela
- Rio Bugio
- Rio Bustelo ou Rio Ardena ou Rio Noninha

## C
- Rio Caia
- Rio Caima
- Rio Cabanelas
- Rio Cabral
- Rio Cabrão
- Rio Cabra ou Ribeira da Azenha ou Rio Simonte
- Rio Cabril (Cávado)
- Rio Cabril (Corgo)
- Rio Cabril (Lima)
- Rio Cabril (Tâmega)
- Rio da Cabreira ou Rio Saltadouro
- Rio Cabrum
- Rio Cachoeiras
- Rio Caia, afluente do Guadiana
- Rio Caldo
- Rio Calvo ou Ribª de Lamigueiras, Ribº da Pulga e Ribª de Nozelos
- Rio Calabor
- Rio Carapito
- Rio Carvalhosa
- Rio Cáster
- Rio Castro Laboreiro
- Rio Cávado
- Rio Cavalos
- Rio Cavalum
- Rio Ceira
- Rio Cercal
- Rio Cértima, afluente do Águeda
- Rio Chança
- Rio Côa
- Rio Cobral afluente do Rio Seia
- Rio Cobrão
- Rio Cobres ou Ribeira de Terges, afluente do Guadiana
- Rio Coina
- Rio Coja
- Rio Corvo
- Rio do Couto, afluente do Alfusqueiro
- Rio Covas
- Rio de Covelas
- Rio Covo
- Rio de Colares
- Rio Corgo
- Rio Corvo ou Rio Dueça
- Rio da Costa ou Ribeira de Frielas ou Ribeira da Póvoa, Loures/Odivelas
- Rio Coura
- Rio Criz ou Ribeira das Mestras ou Ribeira da Cal, afluente do Dão
- Rio Crós-Cós, afluente do Tejo em Alverca do Ribatejo
- Rio Covelas
- Rio Curros

## D
- Rio Dão
- Rio Degebe, afluente do Guadiana
- Rio Dinha, afluente do Dão
- Rio Divor
- Rio Douro
- Rio da Drave
- Rio Diogo
- Rio Diz

## E
- Rio Eirôgo
- Rio Erges
- Rio Espiçandeira, Alenquer
- Rio Este
- Rio Ega
- Rio Eiriz
- Rio Estorãos

## F
- Rio Fafião ou Rio de Toco
- Rio Febros
- Rio Felgueiras
- Rio Ferreira
- Rio Ferro
- Rio Fervença
- Rio Figueira
- Rio Fílveda ou Ribeira de Dornelas, afluente do Vouga
- Rio do Fim
- Rio Fontão
- Rio de Fora, afluente do Lis
- Rio Fornelo
- Rio de Frades
- Rio Freixieiro ou Rio da Vila
- Rio Fresno
- Rio Frio
- Rio de Froufe ou Rio de Troufe
- Rio de Furnas

## G
- Rio da Gadanha
- Rio Galinhas
- Rio Galvão
- Rio Gamuz
- Rio Gerês
- Rio Gilão
- Rio Grande (Lourinhã), Ribeiras do OEste
- Rio Grande da Pipa ou Vala do Carregado, afluente do Tejo em Carregado
- Rio Gresso ou Ribeira Branca ou Rio Branco, afluente do Vouga
- Rio Guadiana
- Rio Guizando

## H
- Rio Homem

## I
- Rio Ínsua
- Rio Isna
- Rio Inha

## J
- Rio Joanes
- Ribeira do Jamor
- Rio Judeu
- Rio Juliano

## L
- Rio Laboreiro
- Rio da Labriosca
- Rio Labruja
- Corga de Lebesta
- Rio Leça
- Rio Lena
- Rio Levira
- Rio Lima
- Rio Lis
- Rio Lizandro ou Rio Lisandro
- Rio Lordelo ou Rio Arões ou Ribeira da Póvoa (Lordelo), afluente do Vouga
- Rio Lourêdo
- Rio de Loures ou Rio de Lousa, Loures

## M
- Rio Maçãs
- Rio do Macedo ou Rio Zoio
- Rio da Macieira
- Rio Maior
- Rio Manco
- Rio Marão
- Rio Marnel
- Rio Massueime
- Rio da Mata, Vila Franca de Xira
- Rio Mau (Paiva)
- Rio Mau (Vouga)
- Rio Mau (Douro)
- Rio Mau (Dão)
- Rio Meão
- Rio de Mega
- Rio do Meio, afluente do Rio Alcoa
- Rio de Mel
- Rio Mente
- Rio Mesio
- Rio Minho
- Rio Mira
- Rio Mondego
- Rio Mouro
- Rio dos Mouros ou Rio Ega

## N
- Rio Nabão
- Rio Negro (Portugal), ria de Aveiro
- Rio Neiva
- Rio Nisa
- Rio Noéme
- Rio Noninha ou Rio Bustelo ou Rio Ardena
- Rio Novais, Loures

## O
- Rio Ocreza, (afluente do Rio Tejo)
- Rio Odeceixe
- Rio Odeleite ou de Odeleite, afluente do Guadiana
- Rio Odelouca
- Rio Odres ou Rio Odes
- Rio Olo
- Rio Onda
- Rio de Onor (rio)
- Rio Orelhão
- Rio Ota, Alenquer
- Rio de Ouro
- Rio Ovelha
- Rio Ovil

## P
- Rio de Palhais
- Rio Paiva
- Rio Paivô
- Rio Paivó
- Rio Pavia, afluente do Dão
- Rio Peculhos ???
- Rio Pequeno do Trancão
- Rio Pequeno (Mafra)
- Rio Pequeno (Torres Vedras)
- Rio Pequeno (Tondela)
- Rio Pequeno (Vila Real)
- Rio Pequeno (Fafe)
- Rio Pequeno (Póvoa de Lanhoso)
- Rio Pequeno (Chaves)
- Rio Pequeno (Melgaço)
- Rio Peio
- Rio Pele
- Rio Pelhe
- Rio Pequeno do Trancão, Loures
- Rio Pêra
- Rio de Pinçães
- Rio Pinhão (Portugal)
- Rio Poio
- Rio Pombeiro
- Rio Ponsul
- Rio da Ponte
- Rio das Pontes
- Rio Porto do Rei Búbal
- Rio Prado
- Rio Pranto

## Q
- Rio Queijais

## R
- Rio Rabaçal
- Rio Rabagão
- Rio Raia
- Rio Ramalhoso
- Rio Real, afluente da lagoa de Óbidos
- Rio das Regadias
- Rio da Riberinha de São Lourenço

## S
- Rio Sabor
- Rio Sado
- Rio Safarujo
- Rio Salas
- Rio Saltadouro ou Rio da Cabreira
- Rio do Sanguinhedo
- Rio do Saramadigoo
- Rio Sardoura
- Rio Sátão ou Ribeira da Pena ou Ribeira de Sátão
- Rio Seco
- Rio Seia ou Ribeira de Passos ou Ribeira de Água Joana
- Rio Seixo, afluente do Lima
- Rio Selho
- Rio Séqua
- Rio Sever
- Rio Silves
- Rio da Silveira ou Rio Silveira afluente do Tejo, Alverca
- Rio Simonte ou Rio Cabras ou Ribeira da Azenha
- Rio Sizandro
- Rio Soalheiro, Alenquer
- Rio Sor
- Rio Sordo
- Rio Sorraia
- Rio Sótão
- Rio Soure
- Rio Sousa
- Rio de Soutelo
- Rio Sul ou Rio Torto (Vouga) ou Ribeira de Alvandeira
- Rio Sousa

## T
- Rio das Tábuas
- Rio Tâmega
- Rio Tamente
- Rio Tanha
- Rio Tarouca
- Rio Távora
- Rio Tedinho
- Rio Tedo
- Rio Teixeira (Douro)
- Rio Teixeira (Paiva)
- Rio Teixeira (Vouga)
- Rio Tejo
- Rio Terva
- Rio Tinhela
- Rio Tinhesa
- Rio de Toco ou Rio de Fafião
- Rio Tora
- Rio Tornada
- Rio Torto
- Rio Torto (Mira)
- Rio Torto (Mondego) ou Ribeira da Bandeira ou Ribeira das Fontes
- Rio Torto (Portel) ???
- Rio Torto (Vouga) ou Rio Sul (Portugal) ou Ribeira de Alvandeira
- Rio Torto, afluente do Tejo
- Rio Trancão ou Ribeira de Sacavém ou Vala de Sacavém
- Rio Trancoso
- Rio Tripeiro
- Rio Troço, afluente do Vouga
- Rio de Trofa
- Rio de Troufe ou Rio de Froufe
- Rio Trovela
- Rio Trutas
- Rio Tua
- Rio Tuela
- Rio Temilobos
- Rio Tigre

## U
- Rio Uíma
- Rio Ul
- Rio Unhais
- Rio Urtigosa

## V
- Rio Vade
- Rio Varosa
- Rio Varôso
- Rio Vascão
- Rio Vau
- Rio de Veade ou Rio Veade
- Rio da Veiga
- Rio da Verdelha ou Ribeira da Verdelha, Alverca
- Rio Vez
- Rio de Vide ou Rio Alvôco
- Rio da Vidoeira
- Rio Vigues
- Rio de Vila ou Rio Freixieiro
- Rio Vizela
- Rio Vouga
- Rio Volga

## X
- Rio Xarrama
- Rio Xévora

## Z
- Rio Zêzere
- Rio Zela, afluente do Vouga
- Rio Zoio ou Rio do Macedo